# Llista de cràters de Mart: A-G
Llista de cràters de Mart (A-G) amb noms aprovats a la Gazetteer of Planetary Nomenclature mantinguda per la Unió Astronòmica Internacional, on s'inclou el diàmetre del cràter i l'epònim amb el qual es nomena el cràter.
Els grans cràters marcians (més de 60 km de diàmetre) tenen el nom de científics i escriptors de ciència-ficció famosos; els més petits (menys de 60 km de diàmetre) reben noms de ciutats de la Terra. Els cràters no poden ser nomenats amb noms de persones vives, i poques vegades s'anomenen cràters petits per a commemorar una ciutat determinada, és a dir, un cràter petit no es nomena amb el nom d'una ciutat específica de la Terra, sinó que el seu nom surt a l'atzar d'un grup de noms de llocs terrestres, amb algunes excepcions fetes per als cràters prop de llocs d'aterratge.
La latitud i la longitud es donen com a coordenades planetogràfiques amb longitud oest (+ Oest; 0-360).
| A · B · C · D · E · F · G · H · I · J · K · L · M · N · O · P · Q · R · S · T · U · V · W · X · Y · Z |

## A
| Cràter         | Coordenades                             | Diàmetre (km) | Epònim                                                                    | Ref.  |
| -------------- | --------------------------------------- | ------------- | ------------------------------------------------------------------------- | ----- |
| Aban           | 16° 06′ N, 249° 00′ O / 16.1°N,249.0°O  | 4,20          | Localitat de Rússia                                                       | WGPSN |
| Achar          | 45° 48′ N, 236° 54′ O / 45.8°N,236.9°O  | 5,50          | Localitat d'Uruguai                                                       | WGPSN |
| Ada            | 3° 00′ S, 3° 12′ O / 3.0°S,3.2°O        | 1,00          | Localitat dels Estats Units d'Amèrica                                     | WGPSN |
| Adams          | 31° 06′ N, 197° 00′ O / 31.1°N,197.0°O  | 94,90         | Walter Sidney Adams (1876-1956), astrònom estatunidenc                    | WGPSN |
| Agassiz        | 70° 06′ S, 89° 00′ O / 70.1°S,89.0°O    | 117,70        | Louis Agassiz (1807-1873), naturalista estatunidenc                       | WGPSN |
| Airy           | 5° 06′ S, 359° 57′ O / 5.1°S,359.95°O   | 41,00         | George Biddell Airy (1801-1882), astrònom britànic                        | WGPSN |
| Airy-0         | 5° 06′ S, 359° 59′ O / 5.1°S,359.99°O   | 0,50          | George Biddell Airy (1801-1882), astrònom britànic                        | WGPSN |
| Ajon           | 16° 42′ N, 256° 54′ O / 16.7°N,256.9°O  | 8,40          | Localitat de Rússia                                                       | WGPSN |
| Aki            | 35° 48′ S, 60° 18′ O / 35.8°S,60.3°O    | 8,10          | Localitat del Japó                                                        | WGPSN |
| Aktaj          | 20° 36′ N, 46° 36′ O / 20.6°N,46.6°O    | 4,90          | Localitat de Rússia                                                       | WGPSN |
| Alamos         | 23° 29′ N, 37° 13′ O / 23.48°N,37.21°O  | 6,30          | Localitat de Mèxic                                                        | WGPSN |
| Albany         | 23° 12′ N, 49° 06′ O / 23.2°N,49.1°O    | 2,00          | Localitat dels Estats Units d'Amèrica                                     | WGPSN |
| Albi           | 41° 48′ S, 35° 06′ O / 41.8°S,35.1°O    | 8,50          | Localitat de França                                                       | WGPSN |
| Alexey Tolstoy | 47° 48′ S, 234° 48′ O / 47.8°S,234.8°O  | 95,00         | Aleksei Tolstoi (1883-1945), escriptor rus                                | WGPSN |
| Alga           | 24° 36′ S, 26° 42′ O / 24.6°S,26.7°O    | 19,20         | Localitat del Kazakhstan                                                  | WGPSN |
| Alitus         | 35° 12′ S, 38° 12′ O / 35.2°S,38.2°O    | 50,00         | Localitat de Lituània                                                     | WGPSN |
| Alnif          | 15° 08′ S, 31° 05′ O / 15.14°S,31.09°O  | 23,99         | Localitat de Marroc                                                       | WGPSN |
| Alofi          | 9° 50′ N, 359° 59′ O / 9.84°N,359.98°O  | 43,00         | Localitat de l'illa de Niue                                               | WGPSN |
| Amsterdam      | 23° 12′ N, 47° 06′ O / 23.2°N,47.1°O    | 1,30          | Localitat dels Països Baixos                                              | WGPSN |
| Andapa         | 5° 20′ S, 4° 44′ O / 5.33°S,4.73°O      | 11,00         | Localitat de Madagascar                                                   | WGPSN |
| Angu           | 20° 12′ N, 254° 24′ O / 20.2°N,254.4°O  | 1,80          | Localitat de la República Democràtica del Congo                           | WGPSN |
| Aniak          | 32° 12′ S, 69° 36′ O / 32.2°S,69.6°O    | 51,00         | Localitat dels Estats Units d'Amèrica                                     | WGPSN |
| Annapolis      | 23° 24′ N, 47° 48′ O / 23.4°N,47.8°O    | 0,40          | Localitat dels Estats Units d'Amèrica                                     | WGPSN |
| Antoniadi      | 21° 30′ N, 299° 12′ O / 21.5°N,299.2°O  | 394,00        | E. M. Antoniadi (1870-1944), astrònom francès d'origen turc               | WGPSN |
| Apia           | 37° 36′ S, 271° 06′ O / 37.6°S,271.1°O  | 10,50         | Localitat de Samoa                                                        | WGPSN |
| Apt            | 40° 12′ N, 9° 36′ O / 40.2°N,9.6°O      | 10,00         | Localitat de França                                                       | WGPSN |
| Arago          | 10° 12′ N, 330° 12′ O / 10.2°N,330.2°O  | 154,00        | François Arago (1786-1853), astrònom francès                              | WGPSN |
| Arandas        | 42° 42′ N, 15° 06′ O / 42.7°N,15.1°O    | 25,10         | Localitat de Mèxic                                                        | WGPSN |
| Argas          | 23° 36′ N, 50° 18′ O / 23.6°N,50.3°O    | 3,70          | Localitat de Rússia                                                       | WGPSN |
| Arica          | 24° 00′ S, 249° 54′ O / 24.0°S,249.9°O  | 15,50         | Localitat de Colòmbia                                                     | WGPSN |
| Arima          | 15° 48′ S, 63° 41′ O / 15.8°S,63.68°O   | 53,60         | Localitat de Trinitat i Tobago                                            | WGPSN |
| Arkhangelsky   | 41° 24′ S, 24° 48′ O / 41.4°S,24.8°O    | 125.00        | Andrey Arkhangelsky (1879-1940), geòleg rus                               | WGPSN |
| Arrhenius      | 40° 18′ S, 237° 24′ O / 40.3°S,237.4°O  | 129.00        | Svante Arrhenius (1859-1927), físic i químic suec                         | WGPSN |
| Arta           | 21° 36′ N, 54° 24′ O / 21.6°N,54.4°O    | 4,00          | Localitat de Rússia                                                       | WGPSN |
| Artik          | 34° 48′ S, 229° 01′ O / 34.8°S,229.02°O | 5,40          | Localitat d'Armènia                                                       | WGPSN |
| Asau           | 3° 36′ S, 205° 19′ O / 3.6°S,205.32°O   | 25,00         | Localitat de Tuvalu                                                       | WGPSN |
| Asimov         | 47° 00′ S, 355° 03′ O / 47.0°S,355.05°O | 85,00         | Isaac Asimov (1920-1992), bioquímic i escriptor estatunidenc d'origen rus | WGPSN |
| Aspen          | 21° 36′ S, 23° 12′ O / 21.6°S,23.2°O    | 20,30         | Localitat dels Estats Units d'Amèrica                                     | WGPSN |
| Auce           | 27° 12′ S, 279° 54′ O / 27.2°S,279.9°O  | 37,00         | Localitat de Letònia                                                      | WGPSN |
| Auki           | 15° 48′ S, 263° 06′ O / 15.8°S,263.1°O  | 40,00         | Localitat de les Illes Solomon                                            | WGPSN |
| Avan           | 11° 00′ S, 290° 12′ O / 11°S,290.2°O    | 3,30          | Localitat d'Armènia                                                       | WGPSN |
| Avarua         | 35° 54′ S, 250° 26′ O / 35.9°S,250.43°O | 52,00         | Localitat de les Illes Cook                                               | WGPSN |
| Aveiro         | 21° 30′ N, 79° 06′ O / 21.5°N,79.1°O    | 9,50          | Localitat de Portugal                                                     | WGPSN |
| Avire          | 40° 50′ S, 159° 54′ O / 40.83°S,159.9°O | 6,54          | Localitat de Vanuatu                                                      | WGPSN |
| Ayacucho       | 38° 30′ N, 92° 12′ O / 38.5°N,92.2°O    | 2,50          | Localitat de Bolívia                                                      | WGPSN |
| Ayr            | 39° 18′ S, 268° 30′ O / 39.3°S,268.5°O  | 13,00         | Localitat d'Austràlia                                                     | WGPSN |
| Azul           | 42° 24′ S, 42° 36′ O / 42.4°S,42.6°O    | 19,70         | Localitat de l'Argentina                                                  | WGPSN |
| Azusa          | 5° 36′ S, 40° 24′ O / 5.6°S,40.4°O      | 41,10         | Localitat dels Estats Units d'Amèrica                                     | WGPSN |

## B
| Cràter      | Coordenades                              | Diàmetre (km) | Epònim                                                                   | Ref.  |
| ----------- | ---------------------------------------- | ------------- | ------------------------------------------------------------------------ | ----- |
| Babakin     | 36° 24′ S, 71° 36′ O / 36.4°S,71.6°O     | 78,00         | Georgij Babakin (1914-1971), enginyer rus                                | WGPSN |
| Bacht       | 18° 54′ N, 257° 24′ O / 18.9°N,257.4°O   | 8,00          | Localitat d'Uzbekistan                                                   | WGPSN |
| Bacolor     | 33° 00′ N, 241° 24′ O / 33.0°N,241.4°O   | 20,80         | Localitat de les Filipines                                               | WGPSN |
| Bada        | 20° 30′ N, 50° 48′ O / 20.5°N,50.8°O     | 2,10          | Localitat de Rússia                                                      | WGPSN |
| Badwater    | 22° 48′ S, 297° 54′ O / 22.8°S,297.9°O   | 33,10         | Localitat dels Estats Units d'Amèrica                                    | WGPSN |
| Bahn        | 3° 30′ S, 43° 24′ O / 3.5°S,43.4°O       | 12,30         | Localitat de Libèria                                                     | WGPSN |
| Bak         | 18° 18′ N, 256° 18′ O / 18.3°N,256.3°O   | 3,20          | Localitat d'Hongria                                                      | WGPSN |
| Bakhuysen   | 23° 18′ S, 344° 24′ O / 23.3°S,344.4°O   | 161,00        | H. G. van de Sande Bakhuyzen (1838-1923), astrònom neerlandès            | WGPSN |
| Balboa      | 3° 54′ S, 34° 00′ O / 3.9°S,34.0°O       | 23,30         | Localitat de Panamà                                                      | WGPSN |
| Baldet      | 23° 00′ N, 294° 36′ O / 23.0°N,294.6°O   | 180,00        | Fernand Baldet (1885-1964), astrònom francès                             | WGPSN |
| Balta       | 24° 06′ S, 26° 36′ O / 24.1°S,26.6°O     | 18,20         | Localitat d'Ucraïna                                                      | WGPSN |
| Baltisk     | 42° 42′ S, 54° 42′ O / 42.7°S,54.7°O     | 52,00         | Localitat de Rússia                                                      | WGPSN |
| Balvicar    | 16° 24′ N, 53° 18′ O / 16.4°N,53.3°O     | 20,50         | Localitat d'Escòcia                                                      | WGPSN |
| Banes       | 10° 46′ N, 355° 41′ O / 10.76°N,355.68°O | 41,00         | Localitat de Cuba                                                        | WGPSN |
| Bam         | 25° 47′ S, 244° 20′ O / 25.79°S,244.33°O | 6,80          | Localitat d'Iran                                                         | WGPSN |
| Bamba       | 3° 24′ S, 41° 42′ O / 3.4°S,41.7°O       | 23,00         | Localitat de a República Democràtica del Congo                           | WGPSN |
| Bamberg     | 40° 00′ N, 3° 12′ O / 40.0°N,3.2°O       | 58,30         | Localitat d'Alemanya                                                     | WGPSN |
| Banff       | 17° 42′ N, 30° 48′ O / 17.7°N,30.8°O     | 5,00          | Localitat de Canadà                                                      | WGPSN |
| Bamh        | 19° 36′ N, 55° 36′ O / 19.6°N,55.6°O     | 15,00         | Localitat de Burkina Faso                                                | WGPSN |
| Bar         | 25° 30′ S, 19° 30′ O / 25.5°S,19.5°O     | 1,90          | Localitat d'Ucraïna                                                      | WGPSN |
| Barabashov  | 47° 42′ N, 68° 48′ O / 47.7°N,68.8°O     | 125,60        | Nikolai P. Barabashov (1894-1971), astrònom rus                          | WGPSN |
| Barnard     | 61° 24′ S, 298° 24′ O / 61.4°S,298.4°O   | 125,00        | Edward Emerson Barnard (1857-1923), astrònom estatunidenc                | WGPSN |
| Baro        | 25° 00′ S, 249° 24′ O / 25.0°S,249.4°O   | 16,70         | Localitat de Nigèria                                                     | WGPSN |
| Barsukov    | 8° 00′ N, 29° 06′ O / 8.0°N,29.1°O       | 71,70         | Valeri Barsukov (1928-1992), geòleg soviètic                             | WGPSN |
| Barth       | 7° 26′ N, 25° 40′ O / 7.44°N,25.67°O     | 111,00        | Charles A. Barth (1930-2014), físic atmosfèric estatunidenc              | WGPSN |
| Basin       | 18° 00′ N, 253° 06′ O / 18.0°N,253.1°O   | 15,70         | Localitat dels Estats Units d'Amèrica                                    | WGPSN |
| Batoka      | 7° 42′ S, 36° 48′ O / 7.7°S,36.8°O       | 15,50         | Localitat de Zàmbia                                                      | WGPSN |
| Batos       | 21° 42′ N, 29° 30′ O / 21.7°N,29.5°O     | 17,20         | Localitat de Romania                                                     | WGPSN |
| Batson      | 28° 55′ S, 84° 09′ O / 28.91°S,84.15°O   | 75,0          | Raymond Milner Batson (1931-2013), geòleg i fotogrametrista estatunidenc | WGPSN |
| Bacau       | 28° 24′ N, 55° 06′ O / 28.4°N,55.1°O     | 17,90         | Localitat de Timor-Leste                                                 | WGPSN |
| Baum        | 16° 12′ N, 53° 14′ O / 16.2°N,53.24°O    | 62,00         | William Alvin (1924-2012), astrònom estatunidenc                         | WGPSN |
| Baykonyr    | 46° 42′ N, 227° 24′ O / 46.7°N,227.4°O   | 4,00          | Localitat del Kazakhstan                                                 | WGPSN |
| Bazas       | 28° 00′ S, 266° 42′ O / 28.0°S,266.7°O   | 16,70         | Localitat de França                                                      | WGPSN |
| Becquerel   | 22° 18′ N, 8° 00′ O / 22.3°N,8.0°O       | 171,20        | Henri Becquerel (1852-1908), físic francès                               | WGPSN |
| Beer        | 14° 36′ S, 8° 12′ O / 14.6°S,8.2°O       | 89,80         | Wilhelm Beer (1797-1850), astrònom alemany                               | WGPSN |
| Beloha      | 39° 30′ S, 303° 24′ O / 39.5°S,303.4°O   | 33,50         | Localitat de Madagascar                                                  | WGPSN |
| Beltra      | 18° 12′ N, 257° 42′ O / 18.2°N,257.7°O   | 7,40          | Localitat d'Irlanda                                                      | WGPSN |
| Belyov      | 45° 12′ S, 158° 06′ O / 45.2°S,158.1°O   | 0,20          | Localitat de Rússia (Belev)                                              | WGPSN |
| Belz        | 21° 48′ N, 43° 18′ O / 21.8°N,43.3°O     | 10,20         | Localitat d'Ucraïna                                                      | WGPSN |
| Bend        | 22° 36′ S, 27° 48′ O / 22.6°S,27.8°O     | 3,60          | Localitat dels Estats Units d'Amèrica                                    | WGPSN |
| Bentham     | 56° 06′ S, 40° 36′ O / 56.1°S,40.6°O     | 11,50         | Localitat del Regne Unit                                                 | WGPSN |
| Bentong     | 22° 30′ S, 19° 06′ O / 22.5°S,19.1°O     | 10,20         | Localitat de Malaysia                                                    | WGPSN |
| Bernard     | 23° 36′ S, 154° 18′ O / 23.6°S,154.3°O   | 131,00        | P. Bernard, científic francès                                            | WGPSN |
| Berseba     | 4° 30′ S, 37° 42′ O / 4.5°S,37.7°O       | 37,50         | Localitat de Namíbia                                                     | WGPSN |
| Beruri      | 5° 17′ N, 278° 50′ O / 5.28°N,278.84°O   | 46,60         | Localitat de Brasil                                                      | WGPSN |
| Betio       | 23° 06′ S, 78° 42′ O / 23.1°S,78.7°O     | 32,40         | Localitat de Kiribati                                                    | WGPSN |
| Bhor        | 42° 06′ N, 225° 36′ O / 42.1°N,225.6°O   | 6,00          | Localitat de l'Índia                                                     | WGPSN |
| Bianchini   | 64° 12′ S, 95° 24′ O / 64.2°S,95.4°O     | 76,00         | Francesco Bianchini (1662-1729), astrònom italià                         | WGPSN |
| Bigbee      | 25° 00′ S, 34° 48′ O / 25.0°S,34.8°O     | 20,50         | Localitat dels Estats Units d'Amèrica                                    | WGPSN |
| Bira        | 25° 24′ N, 45° 36′ O / 25.4°N,45.6°O     | 2,90          | Localitat de Rússia                                                      | WGPSN |
| Bise        | 20° 24′ N, 56° 54′ O / 20.4°N,56.9°O     | 9,80          | Localitat del Japó                                                       | WGPSN |
| Bison       | 26° 36′ S, 29° 12′ O / 26.6°S,29.2°O     | 16,00         | Localitat dels Estats Units d'Amèrica                                    | WGPSN |
| Bjerknes    | 43° 24′ S, 188° 36′ O / 43.4°S,188.6°O   | 94,00         | Vilhelm Bjerknes (1862-1951), físic noruec                               | WGPSN |
| Bland       | 18° 30′ N, 251° 18′ O / 18.5°N,251.3°O   | 7,10          | Localitat dels Estats Units d'Amèrica                                    | WGPSN |
| Bled        | 21° 48′ N, 31° 30′ O / 21.8°N,31.5°O     | 7,80          | Localitat d'Eslovènia                                                    | WGPSN |
| Blitta      | 26° 06′ S, 21° 00′ O / 26.1°S,21.0°O     | 13,60         | Localitat de Togo                                                        | WGPSN |
| Blois       | 23° 48′ N, 56° 00′ O / 23.8°N,56.0°O     | 12,50         | Localitat de França                                                      | WGPSN |
| Bluff       | 23° 42′ N, 250° 00′ O / 23.7°N,250.0°O   | 6,60          | Localitat de Nova Zelanda                                                | WGPSN |
| Blunck      | 27° 30′ S, 36° 54′ O / 27.5°S,36.9°O     | 17,20         | Jürgen Blunck (1935-2008), historiador alemany                           | WGPSN |
| Boeddicker  | 15° 00′ S, 197° 42′ O / 15.0°S,197.7°O   | 109,00        | Otto Boeddicker (1853-1937, astrònom alemany                             | WGPSN |
| Bogia       | 44° 18′ S, 276° 50′ O / 44.3°S,276.84°O  | 38,00         | Localitat de Papua Nova Guinea                                           | WGPSN |
| Bogra       | 24° 24′ S, 28° 54′ O / 24.4°S,28.9°O     | 21,30         | Localitat de Bangladesh                                                  | WGPSN |
| Bok         | 20° 48′ N, 31° 42′ O / 20.8°N,31.7°O     | 7,10          | Localitat de Papua Nova Guinea                                           | WGPSN |
| Bole        | 25° 36′ N, 54° 06′ O / 25.6°N,54.1°O     | 8,30          | Localitat de Ghana                                                       | WGPSN |
| Bombola     | 27° 54′ S, 254° 00′ O / 27.9°S,254.0°O   | 38,10         | Localitat d'Austràlia                                                    | WGPSN |
| Bond        | 33° 12′ S, 36° 00′ O / 33.2°S,36.0°O     | 110,60        | George Phillips Bond (1825-1865), astrònom estatunidenc                  | WGPSN |
| Bonestell   | 42° 18′ N, 30° 30′ O / 42.3°N,30.5°O     | 42,40         | Chesley Bonestell (1888-1986), pintor i il·lustrador estatunidenc        | WGPSN |
| Boole       | 81° 19′ N, 105° 42′ O / 81.31°N,105.7°O  | 17,25         | Localitat de Guinea                                                      | WGPSN |
| Bopolu      | 2° 57′ S, 6° 20′ O / 2.95°S,6.33°O       | 19,30         | Localitat de Libèria                                                     | WGPSN |
| Bor         | 18° 24′ N, 33° 48′ O / 18.4°N,33.8°O     | 4,30          | Localitat de Rússia                                                      | WGPSN |
| Bordeaux    | 23° 24′ N, 49° 00′ O / 23.4°N,49.0°O     | 1,80          | Localitat de França                                                      | WGPSN |
| Boru        | 24° 36′ S, 27° 54′ O / 24.6°S,27.9°O     | 10,90         | Localitat de Rússia                                                      | WGPSN |
| Bouguer     | 18° 42′ S, 332° 48′ O / 18.7°S,332.8°O   | 107,00        | Pierre Bouguer (1698-1758), matemàtic i astrònom francès                 | WGPSN |
| Boulia      | 23° 06′ S, 248° 48′ O / 23.1°S,248.8°O   | 10,50         | Localitat d'Austràlia                                                    | WGPSN |
| Bozkir      | 44° 30′ S, 32° 12′ O / 44.5°S,32.2°O     | 84,00         | Localitat de Turqua                                                      | WGPSN |
| Bradbury    | 2° 35′ N, 274° 12′ O / 2.58°N,274.2°O    | 63,20         | Raymond Douglas "Ray" (1920-2012), escriptor estatunidenc                | WGPSN |
| Brashear    | 54° 12′ S, 119° 12′ O / 54.2°S,119.2°O   | 79,00         | John Brashear (1840-1920), astrònom estatunidenc                         | WGPSN |
| Bree        | 37° 36′ N, 210° 24′ O / 37.6°N,210.4°O   | 28,80         | Localitat de Bèlgica                                                     | WGPSN |
| Bremerhaven | 23° 54′ N, 48° 42′ O / 23.9°N,48.7°O     | 2,50          | Localitat d'Alemanya                                                     | WGPSN |
| Briault     | 10° 12′ S, 270° 24′ O / 10.2°S,270.4°O   | 96,60         | P. Briault (mort 1922), astrònom francès                                 | WGPSN |
| Bridgetown  | 22° 06′ N, 47° 12′ O / 22.1°N,47.2°O     | 1,30          | Localitat de Barbados                                                    | WGPSN |
| Bristol     | 22° 18′ N, 47° 00′ O / 22.3°N,47.0°O     | 3,00          | Localitat del Regne Unit                                                 | WGPSN |
| Broach      | 23° 42′ N, 57° 00′ O / 23.7°N,57.0°O     | 12,00         | Localitat de l'Índia                                                     | WGPSN |
| Bronkhorst  | 10° 42′ S, 55° 18′ O / 10.7°S,55.3°O     | 17,90         | Localitat dels Països Baixos                                             | WGPSN |
| Brush       | 21° 54′ N, 248° 42′ O / 21.9°N,248.7°O   | 6,40          | Localitat dels Estats Units d'Amèrica                                    | WGPSN |
| Bulhar      | 50° 42′ N, 225° 36′ O / 50.7°N,225.6°O   | 18,70         | Localitat de Somalia                                                     | WGPSN |
| Bunge       | 34° 12′ S, 48° 42′ O / 34.2°S,48.7°O     | 73,70         | Alexander von Bunge (1803-1890), rus d'origen alemany                    | WGPSN |
| Bunnik      | 38° 24′ S, 142° 06′ O / 38.4°S,142.1°O   | 29,00         | Localitat dels Països Baixos                                             | WGPSN |
| Burroughs   | 72° 24′ S, 243° 00′ O / 72.4°S,243.0°O   | 125,70        | Edgar Rice Burroughs (1875-1950), escriptor estatunidenc                 | WGPSN |
| Burton      | 14° 06′ S, 156° 24′ O / 14.1°S,156.4°O   | 123,00        | Charles E. Burton (1846-1882), astrònom britànic d'origen irlandès       | WGPSN |
| Buta        | 23° 30′ S, 32° 30′ O / 23.5°S,32.5°O     | 11,00         | Localitat de la República Democràtica del Congo                          | WGPSN |
| Butte       | 5° 12′ S, 39° 00′ O / 5.2°S,39.0°O       | 13,00         | Localitat dels Estats Units d'Amèrica                                    | WGPSN |
| Byala       | 25° 44′ S, 66° 28′ O / 25.73°S,66.47°O   | 26,23         | Localitat de Bulgària                                                    | WGPSN |
| Byrd        | 65° 30′ S, 232° 12′ O / 65.5°S,232.2°O   | 126,80        | Richard E. Byrd (1888-1975), aviador estatunidenc                        | WGPSN |
| Byske       | 5° 00′ S, 34° 00′ O / 5.0°S,34.0°O       | 13,50         | Localitat de Suècia                                                      | WGPSN |

## C
| Cràter       | Coordenades                              | Diàmetre (km) | Epònim | Ref.  |
| ------------ | ---------------------------------------- | ------------- | --- | ----- |
| Cádiz        | 23° 24′ N, 49° 06′ O / 23.4°N,49.1°O     | 1,50          | Localitat d'Espanya | WGPSN |
| Cagli        | 4° 44′ N, 356° 27′ O / 4.73°N,356.45°O   | 28,16         | Localitat d'Itàlia | WGPSN |
| Cairns       | 23° 48′ N, 47° 30′ O / 23.8°N,47.5°O     | 8,60          | Localitat d'Austràlia | WGPSN |
| Calahorra    | 26° 42′ N, 38° 42′ O / 26.7°N,38.7°O     | 35,20         | Localitat d'Espanya | WGPSN |
| Calmar       | 18° 30′ N, 55° 00′ O / 18.5°N,55.0°O     | 7,20          | Localitat de Colòmbia | WGPSN |
| Calbe        | 25° 24′ S, 28° 54′ O / 25.4°S,28.9°O     | 13,30         | Localitat d'Alemanya | WGPSN |
| Camargo      | 17° 54′ N, 250° 24′ O / 17.9°N,250.4°O   | 4,70          | Localitat de Bolívia | WGPSN |
| Camichel     | 2° 18′ N, 51° 36′ O / 2.3°N,51.6°O       | 65,30         | Henri Camichel (1907-2003), astrònom francès                                                                              | WGPSN |
| Camiling     | 0° 48′ S, 38° 06′ O / 0.8°S,38.1°O       | 22,50         | Localitat de les Filipines                                                                                                | WGPSN |
| Camiri       | 45° 00′ S, 42° 12′ O / 45.0°S,42.2°O     | 26,40         | Localitat de Bolívia | WGPSN |
| Campbell     | 54° 42′ S, 194° 36′ O / 54.7°S,194.6°O   | 129,00        | John W. Campbell (1910-1971), escriptor i editor estatunidenc William Wallace Campbell (1862-1938), astrònom estatunidenc | WGPSN |
| Campos       | 22° 00′ S, 27° 54′ O / 22.0°S,27.9°O     | 8,10          | Localitat de Brasil | WGPSN |
| Can          | 48° 30′ N, 14° 42′ O / 48.5°N,14.7°O     | 8,40          | Localitat de Turquia | WGPSN |
| Canala       | 24° 37′ N, 80° 05′ O / 24.61°N,80.09°O   | 12,00         | Localitat de Nova Caledònia                                                                                               | WGPSN |
| Cañas        | 31° 30′ S, 270° 18′ O / 31.5°S,270.3°O   | 42,00         | Localitat de Puerto Rico                                                                                                  | WGPSN |
| Canaveral    | 47° 06′ N, 224° 12′ O / 47.1°N,224.2°O   | 3,30          | Cape Canaveral Air Force Station, Estats Units d'Amèrica                                                                  | WGPSN |
| Canberra     | 47° 30′ N, 227° 24′ O / 47.5°N,227.4°O   | 3,00          | Localitat d'Austràlia | WGPSN |
| Cagnwu       | 42° 12′ N, 89° 42′ O / 42.2°N,89.7°O     | 14,00         | Localitat de la Xina | WGPSN |
| Canillo      | 10° 14′ N, 243° 37′ O / 10.23°N,243.61°O | 35,00         | Localitat d'Andorra | WGPSN |
| Cankuzo      | 19° 36′ S, 308° 00′ O / 19.6°S,308.0°O   | 48,50         | Localitat de Burundi | WGPSN |
| Canso        | 21° 36′ N, 60° 42′ O / 21.6°N,60.7°O     | 27,40         | Localitat de Canadà | WGPSN |
| Cantoura     | 15° 00′ N, 51° 48′ O / 15.0°N,51.8°O     | 51,40         | Localitat de Veneçuela | WGPSN |
| Capen        | 6° 34′ N, 345° 44′ O / 6.57°N,345.73°O   | 70,00         | Charles F. Capen (1926-1986), astrònom estatunidenc                                                                       | WGPSN |
| Cardona      | 19° 54′ S, 32° 00′ O / 19.9°S,32.0°O     | 13,70         | Localitat d'Uruguai | WGPSN |
| Cartago      | 23° 30′ S, 18° 00′ O / 23.5°S,18.0°O     | 37,50         | Localitat de Costa Rica                                                                                                   | WGPSN |
| Cassini      | 23° 48′ N, 328° 12′ O / 23.8°N,328.2°O   | 412,00        | Giovanni Cassini (1625-1712), astrònom italià                                                                             | WGPSN |
| Castril      | 14° 42′ S, 184° 48′ O / 14.7°S,184.8°O   | 2,20          | Localitat d'Espanya | WGPSN |
| Carlota      | 51° 40′ N, 26° 59′ O / 51.67°N,26.98°O   | 1,30          | Localitat d'Angola | WGPSN |
| Cave         | 21° 48′ N, 35° 42′ O / 21.8°N,35.7°O     | 8,40          | Localitat de Nova Zelanda                                                                                                 | WGPSN |
| Caxias       | 29° 18′ S, 100° 48′ O / 29.3°S,100.8°O   | 25,40         | Localitat de Brasil | WGPSN |
| Cayon        | 36° 18′ N, 246° 24′ O / 36.3°N,246.4°O   | 27,30         | Localitat de Saint Cristopher i Nevis                                                                                     | WGPSN |
| Cefalù       | 23° 38′ N, 38° 58′ O / 23.63°N,38.97°O   | 5,30          | Localitat d'Itàlia | WGPSN |
| Cerulli      | 32° 30′ N, 337° 54′ O / 32.5°N,337.9°O   | 130,00        | Vincenzo Cerulli (1859-1927), astrònom italià                                                                             | WGPSN |
| Chafe        | 15° 18′ N, 257° 42′ O / 15.3°N,257.7°O   | 4,80          | Localitat de Nigèria | WGPSN |
| Chaman       | 61° 07′ S, 309° 08′ O / 61.11°S,309.13°O | 48,10         | Localitat de Paquistan | WGPSN |
| Chamberlin   | 66° 06′ S, 124° 30′ O / 66.1°S,124.5°O   | 120,40        | Thomas Chamberlin (1843-1928), geòleg i educador estatunidenc                                                             | WGPSN |
| Changsŏng    | 23° 42′ N, 57° 24′ O / 23.7°N,57.4°O     | 35,00         | Localitat de Corea | WGPSN |
| Chapais      | 22° 36′ S, 20° 36′ O / 22.6°S,20.6°O     | 37,40         | Localitat de Canadà | WGPSN |
| Charleston   | 22° 54′ N, 47° 54′ O / 22.9°N,47.9°O     | 1,50          | Localitat dels Estats Units d'Amèrica                                                                                     | WGPSN |
| Charlier     | 68° 42′ S, 168° 42′ O / 68.7°S,168.7°O   | 113,10        | Carl Charlier (1862-1934), astrònom suec                                                                                  | WGPSN |
| Charlieu     | 38° 30′ N, 84° 06′ O / 38.5°N,84.1°O     | 19,10         | Localitat de França | WGPSN |
| Chatturat    | 35° 42′ N, 95° 06′ O / 35.7°N,95.1°O     | 8,20          | Localitat de Tailàndia | WGPSN |
| Chauk        | 23° 36′ N, 56° 00′ O / 23.6°N,56.0°O     | 10,00         | Localitat de Burma | WGPSN |
| Cheb         | 24° 24′ S, 19° 30′ O / 24.4°S,19.5°O     | 8,30          | Localitat de Txèquia | WGPSN |
| Chefu        | 23° 06′ S, 247° 54′ O / 23.1°S,247.9°O   | 11,50         | Localitat de Moçambic | WGPSN |
| Chekalin     | 24° 30′ S, 26° 54′ O / 24.5°S,26.9°O     | 89,30         | Localitat de Turkmenistan                                                                                                 | WGPSN |
| Chia         | 1° 36′ N, 59° 48′ O / 1.6°N,59.8°O       | 96,00         | Localitat d'Espanya | WGPSN |
| Chimbote     | 1° 30′ S, 39° 48′ O / 1.5°S,39.8°O       | 67,20         | Localitat de Perú | WGPSN |
| Chincoteague | 41° 30′ N, 236° 00′ O / 41.5°N,236.0°O   | 37,00         | Localitat dels Estats Units d'Amèrica                                                                                     | WGPSN |
| Chinju       | 4° 36′ S, 42° 12′ O / 4.6°S,42.2°O       | 66,60         | Localitat de Corea del Sud                                                                                                | WGPSN |
| Chinook      | 22° 42′ N, 55° 30′ O / 22.7°N,55.5°O     | 20,00         | Localitat del Canadà | WGPSN |
| Chive        | 21° 54′ N, 56° 06′ O / 21.9°N,56.1°O     | 9,00          | Localitat de Bolíva | WGPSN |
| Choctaw      | 41° 30′ S, 37° 18′ O / 41.5°S,37.3°O     | 23,80         | Localitat dels Estats Units d'Amèrica                                                                                     | WGPSN |
| Chom         | 38° 54′ N, 2° 36′ O / 38.9°N,2.6°O       | 5,50          | Localitat de Tibet | WGPSN |
| Choyr        | 32° 24′ S, 18° 42′ O / 32.4°S,18.7°O     | 536,40        | Localitat de Mongòlia | WGPSN |
| Chukhung     | 38° 28′ N, 287° 35′ O / 38.47°N,287.58°O | 45,00         | Localitat de Nepal | WGPSN |
| Chupadero    | 6° 09′ N, 276° 39′ O / 6.15°N,276.65°O   | 8,00          | Localitat dels Estats Units d'Amèrica                                                                                     | WGPSN |
| Chur         | 17° 06′ N, 29° 24′ O / 17.1°N,29.4°O     | 4,30          | Localitat de Rússia | WGPSN |
| Cilaos       | 35° 42′ S, 230° 30′ O / 35.7°S,230.5°O   | 21,40         | Localitat de Reunion | WGPSN |
| Circle       | 22° 24′ S, 25° 36′ O / 22.4°S,25.6°O     | 11,50         | Localitat dels Estats Units d'Amèrica                                                                                     | WGPSN |
| Clark        | 55° 36′ S, 133° 24′ O / 55.6°S,133.4°O   | 98,00         | Alvan Clark (1804-1887), astrònom i fabricant de telescopis estatunidenc                                                  | WGPSN |
| Clogh        | 20° 48′ N, 47° 48′ O / 20.8°N,47.8°O     | 11,10         | Localitat d'Irlanda | WGPSN |
| Clova        | 21° 42′ N, 52° 06′ O / 21.7°N,52.1°O     | 7,70          | Localitat de Canadà | WGPSN |
| Cluny        | 24° 06′ S, 27° 24′ O / 24.1°S,27.4°O     | 14,80         | Localitat de França | WGPSN |
| Cobalt       | 26° 00′ S, 27° 06′ O / 26.0°S,27.1°O     | 11,50         | Localitat dels Estats Units d'Amèrica                                                                                     | WGPSN |
| Coblentz     | 55° 18′ S, 90° 18′ O / 55.3°S,90.3°O     | 112,00        | William Coblentz (1873-1962), físic estatunidenc                                                                          | WGPSN |
| Cobres       | 11° 48′ S, 153° 48′ O / 11.8°S,153.8°O   | 94,00         | Localitat de l'Argentina                                                                                                  | WGPSN |
| Coimbra      | 4° 09′ N, 5° 21′ O / 4.15°N,5.35°O       | 34,70         | Localitat de Portugal | WGPSN |
| Colón        | 23° 00′ N, 47° 12′ O / 23.0°N,47.2°O     | 2,00          | Localitat de Panamà | WGPSN |
| Columbus     | 29° 48′ S, 166° 06′ O / 29.8°S,166.1°O   | 119,00        | Cristòfor Colom (1451-1506), explorador i navegant italià                                                                 | WGPSN |
| Comas Sola   | 19° 54′ S, 158° 30′ O / 19.9°S,158.5°O   | 127,00        | Josep Comas i Solà (1868-1937), astrònom i divulgador científic català                                                    | WGPSN |
| Conches      | 4° 18′ S, 34° 18′ O / 4.3°S,34.3°O       | 21,20         | Localitat de França | WGPSN |
| Concord      | 16° 42′ N, 34° 06′ O / 16.7°N,34.1°O     | 20,70         | Localitat dels Estats Units d'Amèrica                                                                                     | WGPSN |
| Cooma        | 24° 00′ S, 108° 24′ O / 24.0°S,108.4°O   | 17,30         | Localitat d'Austràlia | WGPSN |
| Copernicus   | 49° 12′ S, 169° 12′ O / 49.2°S,169.2°O   | 294,00        | Nicolaus Copernicus (1473-1543), astrònom polonès                                                                         | WGPSN |
| Corby        | 43° 12′ N, 222° 30′ O / 43.2°N,222.5°O   | 6,70          | Localitat del Regne Unit                                                                                                  | WGPSN |
| Corinto      | 16° 56′ N, 218° 23′ O / 16.93°N,218.39°O | 13,50         | Localitat de El Salvador                                                                                                  | WGPSN |
| Corozal      | 38° 48′ S, 200° 36′ O / 38.8°S,200.6°O   | 8,30          | Localitat de Belize | WGPSN |
| Cost         | 15° 12′ N, 256° 00′ O / 15.2°N,256.0°O   | 11,60         | Localitat dels Estats Units d'Amèrica                                                                                     | WGPSN |
| Cray         | 44° 24′ N, 16° 12′ O / 44.4°N,16.2°O     | 7,20          | Localitat del Regne Unit                                                                                                  | WGPSN |
| Creel        | 6° 06′ S, 38° 54′ O / 6.1°S,38.9°O       | 9,30          | Localitat de Mèxic | WGPSN |
| Crewe        | 25° 06′ S, 19° 36′ O / 25.1°S,19.6°O     | 3,60          | Localitat del Regne Unit                                                                                                  | WGPSN |
| Crivitz      | 14° 42′ S, 185° 18′ O / 14.7°S,185.3°O   | 6,10          | Localitat d'Alemanya | WGPSN |
| Crommelin    | 5° 06′ N, 10° 12′ O / 5.1°N,10.2°O       | 113,90        | Andrew Crommelin (1865-1939), astrònom francès                                                                            | WGPSN |
| Cross        | 30° 14′ S, 157° 47′ O / 30.23°S,157.79°O | 67,50         | Charles Arthur Cross (1920-1980), astrònom i cartògraf britànic                                                           | WGPSN |
| Crotone      | 82° 18′ N, 69° 54′ O / 82.3°N,69.9°O     | 6,40          | Localitat d'Itàlia | WGPSN |
| Cruls        | 43° 18′ S, 197° 06′ O / 43.3°S,197.1°O   | 88,00         | Luis Cruls (1848-1908), astrònom belga-brasiler                                                                           | WGPSN |
| Cruz         | 38° 48′ N, 2° 06′ O / 38.8°N,2.1°O       | 5,40          | Localitat de Veneçuela | WGPSN |
| Cue          | 36° 06′ S, 266° 54′ O / 36.1°S,266.9°O   | 10,70         | Localitat d'Austràlia | WGPSN |
| Culter       | 8° 50′ S, 53° 59′ O / 8.84°S,53.99°O     | 4,60          | Localitat d'Escòcia | WGPSN |
| Curie        | 29° 06′ N, 4° 48′ O / 29.1°N,4.8°O       | 114,10        | Pierre Curie (1859-1906), físic i químic francès                                                                          | WGPSN |
| Cypress      | 47° 36′ S, 47° 24′ O / 47.6°S,47.4°O     | 14,20         | Localitat dels Estats Units d'Amèrica                                                                                     | WGPSN |

## D
| Cràter         | Coordenades                              | Diàmetre (km) | Epònim                                                                                        | Ref.  |
| -------------- | ---------------------------------------- | ------------- | --------------------------------------------------------------------------------------------- | ----- |
| Da Vinci       | 1° 24′ N, 39° 24′ O / 1.4°N,39.4°O       | 100,20        | Leonardo da Vinci (1459-1519), artista i científic italià                                     | WGPSN |
| Daan           | 40° 48′ S, 268° 30′ O / 40.8°S,268.5°O   | 12,50         | Localitat de la Xina                                                                          | WGPSN |
| Daet           | 7° 24′ S, 41° 48′ O / 7.4°S,41.8°O       | 10,50         | Localitat de les Filipines                                                                    | WGPSN |
| Daly           | 66° 30′ S, 23° 06′ O / 66.5°S,23.1°O     | 90,50         | Reginald Aldworth Daly (1871-1957), geòleg estatunidenc d'origen canadenc                     | WGPSN |
| Dana           | 72° 42′ S, 32° 48′ O / 72.7°S,32.8°O     | 91,70         | James Dwight Dana (1813-1895), geòleg estatunidenc                                            | WGPSN |
| Danielson      | 7° 56′ N, 7° 07′ O / 7.93°N,7.11°O       | 66,70         | G. Edward Danielson (1939-2005), enginyer estatunidenc                                        | WGPSN |
| Dank           | 22° 12′ N, 253° 06′ O / 22.2°N,253.1°O   | 8,70          | Localitat d'Oman                                                                              | WGPSN |
| Darvel         | 18° 00′ N, 51° 06′ O / 18.0°N,51.1°O     | 22,00         | Localitat d'Escòcia                                                                           | WGPSN |
| Darwin         | 57° 18′ S, 19° 30′ O / 57.3°S,19.5°O     | 178,00        | Charles Darwin (1809-1882), naturalista britànic George Darwin (1845-1922), astrònom britànic | WGPSN |
| Davies         | 46° 00′ N, 359° 55′ O / 46.0°N,359.91°O  | 49,20         | Merton Davies (1917-2001), pioner del programa espacial estatunidenc                          | WGPSN |
| Dawes          | 9° 18′ S, 322° 00′ O / 9.3°S,322.0°O     | 191,00        | William Rutter Dawes (1799-1868), astrònom britànic                                           | WGPSN |
| de Vaucouleurs | 13° 30′ S, 189° 06′ O / 13.5°S,189.1°O   | 293,00        | Gérard de Vaucouleurs (1918-1995), astrònom estatunidenc                                      | WGPSN |
| Deba           | 24° 12′ S, 17° 24′ O / 24.2°S,17.4°O     | 10,30         | Localitat de Nigèria                                                                          | WGPSN |
| Dechu          | 42° 15′ S, 202° 01′ O / 42.25°S,202.01°O | 22,00         | Localitat de l'Índia                                                                          | WGPSN |
| Degana         | 23° 43′ S, 45° 30′ O / 23.72°S,45.5°O    | 57,00         | Localitat de l'Índia                                                                          | WGPSN |
| Dein           | 38° 30′ N, 2° 36′ O / 38.5°N,2.6°O       | 26,00         | Localitat de Papua Nova Guinea                                                                | WGPSN |
| Dejnev         | 25° 30′ S, 164° 48′ O / 25.5°S,164.8°O   | 156,00        | Semyon Dezhnev (1605-1673), geògraf, explorador i navegant rus                                | WGPSN |
| Delta          | 46° 18′ S, 39° 12′ O / 46.3°S,39.2°O     | 8,10          | Localitat dels Estats Units d'Amèrica                                                         | WGPSN |
| Denning        | 17° 42′ S, 326° 36′ O / 17.7°S,326.6°O   | 165,00        | William Frederick Denning (1848-1931), astrònom aficionat estatunidenc                        | WGPSN |
| Delta          | 22° 54′ N, 52° 00′ O / 22.9°N,52.0°O     | 6,60          | Localitat de Rússia                                                                           | WGPSN |
| Dese           | 45° 48′ S, 30° 42′ O / 45.8°S,30.7°O     | 13,70         | Localitat d'Etiopia                                                                           | WGPSN |
| Deseado        | 80° 37′ S, 289° 43′ O / 80.61°S,289.71°O | 10,20         | Localitat de l'Argentina                                                                      | WGPSN |
| Desau          | 80° 43′ S, 289° 48′ O / 80.72°S,289.8°O  | 27,00         | Localitat d'Alemanya                                                                          | WGPSN |
| Dia-Cau        | 0° 24′ S, 42° 42′ O / 0.4°S,42.7°O       | 29,70         | Localitat de Vietnam                                                                          | WGPSN |
| Dilly          | 13° 14′ N, 202° 54′ O / 13.24°N,202.9°O  | 1,30          | Localitat de Mali                                                                             | WGPSN |
| Dingo          | 24° 00′ S, 17° 30′ O / 24.0°S,17.5°O     | 16,00         | Localitat d'Austràlia                                                                         | WGPSN |
| Dinorwic       | 30° 24′ S, 101° 36′ O / 30.4°S,101.6°O   | 55,80         | Localitat de Canadà                                                                           | WGPSN |
| Dison          | 25° 18′ S, 16° 30′ O / 25.3°S,16.5°O     | 21,00         | Localitat de Bèlgica                                                                          | WGPSN |
| Dixie          | 17° 54′ N, 56° 00′ O / 17.9°N,56.0°O     | 28,70         | Localitat de Geòrgia                                                                          | WGPSN |
| Doba           | 10° 55′ N, 240° 28′ O / 10.91°N,240.46°O | 26,30         | Localitat de Txad                                                                             | WGPSN |
| Dogana         | 10° 07′ S, 53° 39′ O / 10.12°S,53.65°O   | 41,20         | Localitat de San Marino                                                                       | WGPSN |
| Dokka          | 77° 16′ N, 145° 49′ O / 77.27°N,145.82°O | 52,50         | Localitat de Noruega                                                                          | WGPSN |
| Dokuchaev      | 61° 00′ S, 127° 12′ O / 61.0°S,127.2°O   | 78,00         | Vassili Dokutxaiev (1846-1903), geògraf rus                                                   | WGPSN |
| Dollfus        | 21° 48′ S, 4° 18′ O / 21.8°S,4.3°O       | 363,10        | Audouin Dollfus (1924-2010), astrònom i aeronàuta francès                                     | WGPSN |
| Domoni         | 51° 42′ N, 125° 36′ O / 51.7°N,125.6°O   | 13,80         | Localitat de Comores                                                                          | WGPSN |
| Doon           | 23° 48′ N, 250° 36′ O / 23.8°N,250.6°O   | 3,70          | Localitat de Canadà                                                                           | WGPSN |
| Douglass       | 51° 48′ S, 70° 36′ O / 51.8°S,70.6°O     | 94,00         | Andrew E. Douglass (1867-1962), astrònom estatunidenc                                         | WGPSN |
| Dowa           | 31° 40′ S, 249° 52′ O / 31.67°S,249.86°O | 42,00         | Localitat de Malawi                                                                           | WGPSN |
| Downe          | 16° 06′ S, 184° 18′ O / 16.1°S,184.3°O   | 28,00         | Localitat del Regne Unt                                                                       | WGPSN |
| Dromore        | 20° 06′ N, 49° 42′ O / 20.1°N,49.7°O     | 14,80         | Localitat d'Irlanda                                                                           | WGPSN |
| Du Martheray   | 5° 30′ N, 266° 30′ O / 5.5°N,266.5°O     | 102,00        | Maurice du Martheray (1892-1955), físic, astrònom aficionat i poeta suec                      | WGPSN |
| Du Toit        | 71° 48′ S, 49° 36′ O / 71.8°S,49.6°O     | 83,00         | Alexander du Toit (1878-1948), geòleg sud-africà                                              | WGPSN |
| Dubki          | 35° 18′ S, 55° 18′ O / 35.3°S,55.3°O     | 9,00          | Localitat de Rússia                                                                           | WGPSN |
| Dukhan         | 7° 54′ N, 39° 06′ O / 7.9°N,39.1°O       | 34,00         | Localitat de Qatar                                                                            | WGPSN |
| Dulovo         | 3° 40′ N, 275° 30′ O / 3.66°N,275.5°O    | 18,80         | Localitat de Bulgària                                                                         | WGPSN |
| Dunhuang       | 81° 00′ S, 48° 30′ O / 81.0°S,48.5°O     | 12,10         | Localitat de la Xina                                                                          | WGPSN |
| Dunkassa       | 37° 48′ S, 137° 06′ O / 37.8°S,137.1°O   | 8,00          | Localitat de Benin                                                                            | WGPSN |
| Dush           | 22° 42′ N, 54° 06′ O / 22.7°N,54.1°O     | 2,50          | Localitat d'Egipte                                                                            | WGPSN |
| Dzeng          | 80° 42′ S, 70° 24′ O / 80.7°S,70.4°O     | 10,60         | Localitat de Camerun                                                                          | WGPSN |

## E
| Cràter     | Coordenades                              | Diàmetre (km) | Epònim                                                             | Ref.  |
| ---------- | ---------------------------------------- | ------------- | ------------------------------------------------------------------ | ----- |
| Eads       | 28° 48′ S, 30° 00′ O / 28.8°S,30.0°O     | 2,30          | Localitat dels Estats Units d'Amèrica                              | WGPSN |
| Eagle      | 44° 12′ N, 8° 12′ O / 44.2°N,8.2°O       | 13,00         | Localitat dels Estats Units d'Amèrica                              | WGPSN |
| Eberswalde | 24° 00′ S, 33° 18′ O / 24.0°S,33.3°O     | 65,30         | Localitat d'Alemanya                                               | WGPSN |
| Echt       | 22° 12′ S, 28° 12′ O / 22.2°S,28.2°O     | 1,10          | Localitat d'Escòcia                                                | WGPSN |
| Edam       | 26° 30′ S, 20° 06′ O / 26.5°S,20.1°O     | 20,20         | Localitat dels Països Baixos                                       | WGPSN |
| Eddie      | 12° 24′ N, 217° 54′ O / 12.4°N,217.9°O   | 89,00         | Lindsay Eddie (1845-1913), astrònom aficionat sud-africà           | WGPSN |
| Eger       | 48° 36′ S, 51° 54′ O / 48.6°S,51.9°O     | 13,00         | Localitat d'Hongria                                                | WGPSN |
| Ehden      | 8° 12′ N, 241° 06′ O / 8.2°N,241.1°O     | 57,70         | Localitat de Líban                                                 | WGPSN |
| Eil        | 42° 06′ N, 9° 48′ O / 42.1°N,9.8°O       | 5,70          | Localitat de Somalia                                               | WGPSN |
| Eilat      | 56° 31′ S, 309° 53′ O / 56.51°S,309.88°O | 31,70         | Localitat d'Israel                                                 | WGPSN |
| Ejriksson  | 19° 24′ S, 173° 54′ O / 19.4°S,173.9°O   | 49,00         | Leif Eriksson (970-1020), explorador viking                        | WGPSN |
| Elath      | 46° 12′ N, 13° 42′ O / 46.2°N,13.7°O     | 13,20         | Localitat d'Israel                                                 | WGPSN |
| Elim       | 80° 13′ S, 263° 13′ O / 80.21°S,263.21°O | 43,00         | Localitat de Sud-àfrica                                            | WGPSN |
| Ellsey     | 36° 36′ N, 83° 24′ O / 36.6°N,83.4°O     | 11,10         | Localitat del Regne Unit                                           | WGPSN |
| Elorza     | 8° 44′ S, 55° 18′ O / 8.74°S,55.3°O      | 47,00         | Localitat de Veneçuela                                             | WGPSN |
| Eldy       | 23° 54′ S, 27° 24′ O / 23.9°S,27.4°O     | 10,30         | Localitat dels Estats Units d'Amèrica                              | WGPSN |
| Endeavour  | 2° 17′ S, 5° 14′ O / 2.28°S,5.23°O       | 22,50         | Localitat de Canadà                                                | WGPSN |
| Escalante  | 0° 12′ N, 244° 42′ O / 0.2°N,244.7°O     | 79,30         | F. Escalante (fl. 1930), astrònom mexicà                           | WGPSN |
| Escorial   | 77° 00′ N, 55° 24′ O / 77.0°N,55.4°O     | 22,70         | Localitat d'Espanya                                                | WGPSN |
| Esira      | 9° 00′ N, 46° 36′ O / 9.0°N,46.6°O       | 16,30         | Localitat de Madagascar                                            | WGPSN |
| Esk        | 45° 36′ N, 7° 06′ O / 45.6°N,7.1°O       | 3,90          | Localitat d'Austràlia                                              | WGPSN |
| Espino     | 19° 54′ S, 249° 48′ O / 19.9°S,249.8°O   | 12,00         | Localitat de Veneçuela                                             | WGPSN |
| Eudoxus    | 44° 54′ S, 147° 30′ O / 44.9°S,147.5°O   | 98,00         | Èudox de Cnidos (408 aC - 355 aC), geòmetra, astrònom i metge grec | WGPSN |
| Evpatoriya | 47° 18′ N, 225° 36′ O / 47.3°N,225.6°O   | 1,00          | Localitat d'Ucraïna                                                | WGPSN |

## F
| Cràter      | Coordenades                            | Diàmetre (km) | Epònim                                                        | Ref.  |
| ----------- | -------------------------------------- | ------------- | ------------------------------------------------------------- | ----- |
| Faith       | 43° 18′ N, 11° 54′ O / 43.3°N,11.9°O   | 5,80          | Localitat dels Estats Units d'Amèrica                         | WGPSN |
| Falun       | 24° 12′ S, 24° 42′ O / 24.2°S,24.7°O   | 10,20         | Localitat de Suècia                                           | WGPSN |
| Fancy       | 35° 48′ S, 246° 24′ O / 35.8°S,246.4°O | 49,40         | Localitat de Saint Vincent i les Grenadines                   | WGPSN |
| Faqu        | 24° 48′ S, 253° 48′ O / 24.8°S,253.8°O | 12,40         | Localitat de Jordània                                         | WGPSN |
| Farim       | 44° 42′ S, 220° 42′ O / 44.7°S,220.7°O | 3,90          | Localitat de Guinea-Bissau                                    | WGPSN |
| Fastov      | 25° 18′ S, 20° 24′ O / 25.3°S,20.4°O   | 10,30         | Localitat d'Ucraïna                                           | WGPSN |
| Fenagh      | 34° 36′ N, 215° 42′ O / 34.6°N,215.7°O | 6,30          | Localitat d'Irlanda                                           | WGPSN |
| Fesenkov    | 21° 48′ N, 86° 42′ O / 21.8°N,86.7°O   | 87,00         | Vasily Fesenkov (1889-1972), astrofísic rus                   | WGPSN |
| Firsoff     | 2° 40′ N, 9° 25′ O / 2.66°N,9.42°O     | 90,00         | Axel Firsoff (1912-1981), astrònom aficionat rus              | WGPSN |
| Fitzroy     | 35° 41′ S, 248° 00′ O / 35.68°S,248°O  | 38,00         | Localitat de les Illes Falkland                               | WGPSN |
| Flammarion  | 25° 24′ N, 311° 48′ O / 25.4°N,311.8°O | 173,00        | Camille Flammarion (1842-1925), astrònom i escriptor francès  | WGPSN |
| Flat        | 25° 42′ S, 19° 36′ O / 25.7°S,19.6°O   | 2,50          | Localitat dels Estats Units d'Amèrica                         | WGPSN |
| Flateyri    | 35° 52′ S, 29° 05′ O / 35.86°S,29.08°O | 9,50          | Localitat d'Islàndia                                          | WGPSN |
| Flaugergues | 17° 00′ S, 340° 48′ O / 17.0°S,340.8°O | 245,00        | Honoré Flaugergues (1755-1830), astrònom francès              | WGPSN |
| Floq        | 15° 06′ N, 252° 54′ O / 15.1°N,252.9°O | 2,20          | Localitat d'Albània                                           | WGPSN |
| Flora       | 45° 00′ S, 51° 30′ O / 45.0°S,51.5°O   | 19,00         | Localitat dels Estats Units d'Amèrica                         | WGPSN |
| Focas       | 33° 54′ N, 347° 18′ O / 33.9°N,347.3°O | 76,50         | Jean Focas (1909-1969), astrònom francès d'origen grec        | WGPSN |
| Fontana     | 63° 12′ S, 72° 12′ O / 63.2°S,72.2°O   | 80,00         | Francesco Fontana (1580 - c. 1656), advocat i astrònom italià | WGPSN |
| Foros       | 33° 42′ S, 27° 54′ O / 33.7°S,27.9°O   | 24,50         | Localitat d'Ucraïna                                           | WGPSN |
| Fournier    | 4° 24′ S, 287° 24′ O / 4.4°S,287.4°O   | 118,00        | Georges Fournier (1881-1954), astrònom francès                | WGPSN |
| Freedom     | 43° 42′ N, 9° 06′ O / 43.7°N,9.1°O     | 12,90         | Localitat dels Estats Units d'Amèrica                         | WGPSN |
| Funchal     | 23° 12′ N, 49° 30′ O / 23.2°N,49.5°O   | 1,70          | Localitat de les Illes Madeira                                | WGPSN |

## G
| Cràter    | Coordenades                              | Diàmetre (km) | Epònim                                                              | Ref.  |
| --------- | ---------------------------------------- | ------------- | ------------------------------------------------------------------- | ----- |
| Gaan      | 39° 00′ N, 3° 30′ O / 39.0°N,3.5°O       | 2,80          | Localitat de Somalia                                                | WGPSN |
| Gagra     | 20° 54′ S, 22° 12′ O / 20.9°S,22.2°O     | 13,30         | Localitat de Georgia                                                | WGPSN |
| Gah       | 45° 00′ S, 32° 42′ O / 45.0°S,32.7°O     | 2,70          | Localitat d'Indonèsia                                               | WGPSN |
| Galap     | 37° 40′ S, 167° 11′ O / 37.67°S,167.19°O | 5,90          | Localitat de Palau                                                  | WGPSN |
| Galdakao  | 13° 30′ S, 183° 30′ O / 13.5°S,183.5°O   | 35,00         | Localitat del Pais Basc                                             | WGPSN |
| Gale      | 5° 30′ S, 222° 18′ O / 5.5°S,222.3°O     | 155,30        | Walter Gale (1865-1945), banquer i astrònom aficionat australià     | WGPSN |
| Gali      | 44° 06′ S, 37° 12′ O / 44.1°S,37.2°O     | 26,40         | Localitat de Georgia                                                | WGPSN |
| Galilaei  | 5° 42′ N, 27° 00′ O / 5.7°N,27.0°O       | 137,30        | Galileo Galilei (1564-1642), físic, matemàtic, i filòsof italià     | WGPSN |
| Galle     | 51° 12′ S, 30° 54′ O / 51.2°S,30.9°O     | 230,00        | Johann Gottfried Galle (1812-1910), astrònom alemany                | WGPSN |
| Galu      | 22° 18′ S, 21° 42′ O / 22.3°S,21.7°O     | 12,50         | Localitat de la República Democràtica del Congo                     | WGPSN |
| Gamboa    | 40° 46′ N, 44° 26′ O / 40.77°N,44.43°O   | 33,00         | Localitat de Panamà                                                 | WGPSN |
| Gan       | 61° 42′ N, 229° 00′ O / 61.7°N,229.0°O   | 20,60         | Localitat de les Illes Maldives                                     | WGPSN |
| Gander    | 31° 30′ S, 265° 54′ O / 31.5°S,265.9°O   | 38,00         | Localitat de Canadà                                                 | WGPSN |
| Gandu     | 45° 42′ S, 47° 18′ O / 45.7°S,47.3°O     | 8,80          | Localitat de Brasil                                                 | WGPSN |
| Gandzani  | 34° 30′ N, 91° 00′ O / 34.5°N,91.0°O     | 54,80         | Localitat de Geòrgia                                                | WGPSN |
| Gardo     | 26° 54′ S, 24° 48′ O / 26.9°S,24.8°O     | 17,20         | Localitat de Somalia                                                | WGPSN |
| Gari      | 36° 12′ S, 71° 18′ O / 36.2°S,71.3°O     | 9,40          | Localitat de Rússia                                                 | WGPSN |
| Garm      | 48° 36′ N, 9° 06′ O / 48.6°N,9.1°O       | 5,00          | Localitat de Tajikistan                                             | WGPSN |
| Garni     | 11° 31′ S, 290° 19′ O / 11.52°S,290.31°O | 2,57          | Localitat d'Armènia                                                 | WGPSN |
| Garu      | 6° 23′ S, 141° 17′ O / 6.39°S,141.28°O   | 32,00         | Localitat de Ghana                                                  | WGPSN |
| Gasa      | 35° 41′ S, 230° 43′ O / 35.68°S,230.72°O | 6,50          | Localitat de Bhutan                                                 | WGPSN |
| Gastre    | 24° 54′ N, 247° 30′ O / 24.9°N,247.5°O   | 7,00          | Localitat de l'Argentina                                            | WGPSN |
| Gilbert   | 68° 12′ S, 273° 42′ O / 68.2°S,273.7°O   | 126,40        | Grove Karl Gilbert (1843-1918), geòleg estatunidenc                 | WGPSN |
| Gill      | 15° 54′ N, 354° 36′ O / 15.9°N,354.6°O   | 83,00         | David Gill (1843-1914), astrònom escocès                            | WGPSN |
| Glazov    | 20° 48′ S, 26° 36′ O / 20.8°S,26.6°O     | 24,70         | Localitat de Rússia                                                 | WGPSN |
| Gledhill  | 53° 30′ S, 273° 00′ O / 53.5°S,273.0°O   | 82,50         | Joseph Gledhill (1837-1906), astrònom britànic                      | WGPSN |
| Glendore  | 18° 30′ N, 51° 48′ O / 18.5°N,51.8°O     | 8,00          | Localitat d'Irlanda                                                 | WGPSN |
| Glide     | 8° 12′ S, 43° 12′ O / 8.2°S,43.2°O       | 10,50         | Localitat dels Estats Units d'Amèrica                               | WGPSN |
| Globe     | 23° 54′ S, 27° 24′ O / 23.9°S,27.4°O     | 51,70         | Localitat dels Estats Units d'Amèrica                               | WGPSN |
| Gobe      | 23° 30′ S, 21° 06′ O / 23.5°S,21.1°O     | 10,80         | Localitat d'Etiopia                                                 | WGPSN |
| Goff      | 23° 30′ N, 255° 12′ O / 23.5°N,255.2°O   | 7,90          | Localitat de Somàlia                                                | WGPSN |
| Gokwe     | 27° 08′ S, 281° 53′ O / 27.14°S,281.88°O | 2,16          | Localitat de Zimbabwe                                               | WGPSN |
| Gol       | 47° 30′ N, 10° 42′ O / 47.5°N,10.7°O     | 9,60          | Localitat de Noruega                                                | WGPSN |
| Gold      | 20° 12′ N, 31° 18′ O / 20.2°N,31.3°O     | 9,00          | Localitat dels Estats Units d'Amèrica                               | WGPSN |
| Golden    | 22° 12′ S, 33° 30′ O / 22.2°S,33.5°O     | 20,20         | Localitat dels Estats Units d'Amèrica                               | WGPSN |
| Goldstone | 48° 00′ N, 225° 30′ O / 48.0°N,225.5°O   | 1,00          | Goldstone Deep Space Communications Complex, Estats Units d'Amèrica | WGPSN |
| Gori      | 23° 12′ S, 28° 54′ O / 23.2°S,28.9°O     | 6,20          | Localitat de Geòrgia                                                | WGPSN |
| Graff     | 21° 24′ S, 206° 18′ O / 21.4°S,206.3°O   | 158,00        | Kasimir Graff (1878-1950), astrònom alemany                         | WGPSN |
| Gratteri  | 17° 43′ S, 160° 11′ O / 17.71°S,160.18°O | 7,30          | Localitat d'Itàlia                                                  | WGPSN |
| Greeley   | 36° 48′ S, 3° 54′ O / 36.8°S,3.9°O       | 457,45        | Ronald Greeley (1939-2011), geòleg estatunidenc                     | WGPSN |
| Green     | 52° 42′ S, 8° 24′ O / 52.7°S,8.4°O       | 184,00        | Nathaniel E. Green (1823-1899), pintor i astrònom britànic          | WGPSN |
| Greg      | 38° 36′ S, 247° 12′ O / 38.6°S,247.2°O   | 68,00         | Percy Greg (1836-1889), escriptor britànic                          | WGPSN |
| Grindavik | 25° 23′ N, 39° 04′ O / 25.39°N,39.07°O   | 12,00         | Localitat d'Islàndia                                                | WGPSN |
| Grindavik | 20° 42′ S, 35° 42′ O / 20.7°S,35.7°O     | 71,00         | Konstantin Gringauz (1918-1993), cosmofísic rus                     | WGPSN |
| Grójec    | 21° 42′ S, 30° 54′ O / 21.7°S,30.9°O     | 38,50         | Localitat de Polònia                                                | WGPSN |
| Groves    | 4° 06′ S, 44° 36′ O / 4.1°S,44.6°O       | 11,20         | Localitat dels Estats Units d'Amèrica                               | WGPSN |
| Guaymas   | 25° 54′ N, 45° 06′ O / 25.9°N,45.1°O     | 20,00         | Localitat de Mèxic                                                  | WGPSN |
| Guir      | 21° 48′ S, 20° 30′ O / 21.8°S,20.5°O     | 18,90         | Localitat de Mali                                                   | WGPSN |
| Gulch     | 16° 00′ N, 251° 06′ O / 16.0°N,251.1°O   | 8,20          | Localitat d'Etiopia                                                 | WGPSN |
| Gunnison  | 44° 00′ S, 257° 12′ O / 44.0°S,257.2°O   | 40,80         | Localitat dels Estats Units d'Amèrica                               | WGPSN |
| Gússev    | 14° 42′ S, 184° 36′ O / 14.7°S,184.6°O   | 166,00        | Matvey Gusev (1826-1866), astrònom rus                              | WGPSN |
| Gwash     | 39° 18′ N, 3° 12′ O / 39.3°N,3.2°O       | 4,70          | Localitat de Pakistan                                               | WGPSN |